# Dénonciation au Parquet
La dénonciation au parquet est, en droit français et belge[réf. souhaitée], l'acte par lequel un tiers qui n'a pas été victime lui-même d'une infraction la porte à la connaissance des autorités de police ou de justice. Elle s'oppose à la plainte qui est une dénonciation émanant de la victime elle-même.

## En France
Le procureur de la République reçoit les dénonciations et apprécie les suites à leur donner. Les officiers de police judiciaire peuvent les recevoir et les transmettre au procureur (article 17 du Code de procédure pénale français). En cas de classement sans suite de la dénonciation, le dénonciateur peut former un recours devant le procureur général (supérieur hiérarchique du procureur) qui peut, s'il estime le classement non justifié, « enjoindre au procureur de la République d'engager des poursuites » selon l'article 40-3 du Code de procédure pénale.
Le dénonciateur a la charge de la preuve.
La dénonciation est un devoir pour un fonctionnaire dans le cas des crimes et délits. La dénonciation peut aussi être faite par un particulier. C'est même un devoir dans certains cas, par exemple les crimes « dont il est encore possible de prévenir ou de limiter les effets », définis dans le Code pénal par les articles 434-1, 434-2 et 434-3. Le Code pénal de 1810 contenait des dispositions similaires (article 61 alinéa 2, 62 et 63 alinéa 1 et 3).
Qu'elle soit ou non un devoir, la possibilité de dénonciation peut-être limitée par le secret professionnel.
Les dénonciations au parquet peuvent être écrites ou orales, signées ou anonymes.
L'article 73 du code de procédure pénal, alinéa 1 dispose que « dans les cas de crime flagrant ou de délit flagrant puni d'une peine d'emprisonnement, toute personne a qualité pour en appréhender l'auteur et le conduire devant l'officier de police judiciaire le plus proche. »